# Herz Bergner
Herz Bergner (n. Radymno, Polonia, † Melbourne, 1970) fue un escritor polaco nacionalizado australiano, autor de novelas y cuentos en lengua yidis.

## Vida y obra
Herz Bergner nació en la pequeña ciudad de Radymno, en el sureste de Polonia, en 1907. Su familia se instaló en Viena durante la Primera Guerra Mundial, pero retornó a Polonia cuando finalizó. El hermano mayor de Bergner, Melech Ravitch, fue en los años veinte secretario de la Asociación de Escritores en Yidis.  Siguiendo su ejemplo, Bergner empezó también a escribir, uniéndose a un grupo de jóvenes escritores de izquierda. Los primeros relatos de Bergner se publicaron en 1928 en la prensa yidis de Varsovia. Su primer libro, Shtubn un gasn ("Casas y calles"), vio la luz en 1935. Bergner hizo así su aprendizaje narrativo cuando la literatura yidis se encontraba en su apogeo creativo y Varsovia era el núcleo de la vida cultural en ese idioma en Europa del Este.
Sin embargo, la crisis económica y el auge del nazismo impulsaron a un Bergner recién casado a emigrar a Australia en 1938, siguiendo los pasos de su hermano Melech, que había marchado allí en 1933,  inicialmente con el fin de recaudar fondos para escuelas judías laicas en Polonia. Instalado en Melbourne, Bergner se unió a la pequeña pero floreciente comunidad cultural de inmigrantes asquenazíes, que gestionaba teatros, revistas, editoriales y asociaciones culturales. Junto a otros escritores emigrados, Bergner fundó la publicación literaria Oifboy. (Construcción).
Con el apoyo de una de esas asociaciones, la Biblioteca Nacional Judía "Kadimah", que luego editaría otros libros suyos, Bergner publicó en 1941 Dos naye hoyz ("La casa nueva"), una colección de relatos cortos ambientados en Varsovia y Melbourne que narraban las vicisitudes de los emigrantes y sus dificultades de adaptación a una nueva tierra.
Las primeras noticias del Holocausto supusieron una conmoción para la comunidad de inmigrantes judíos en Australia. Bergner publicó en enero de 1942 un ensayo en el que postulaba que el país incrementara las cuotas de inmigración europea, denunciando que las poblaciones judías de Europa estaban siendo borradas de la faz de la tierra.
Bajo el impacto del Holocausto, Bergner escribió en los últimos años de la Segunda Guerra Mundial su obra fundamental, la novela Tsvishn himl un vaser ("Entre el cielo y el agua"; publicada en castellano como El viaje de los condenados), que, interesado en obtener la mayor difusión posible, publicó primero, en 1946, en su traducción inglesa (Between Sky and Sea) y solo al año siguiente en su versión original yidis. Vagamente inspirada en la dramática travesía del Saint Louis, la novela narra la odisea de un grupo de refugiados judíos que, huyendo de la invasión nazi de Polonia, embarcan con destino a Australia en un viejo y sucio mercante griego de vapor, al que, por temor a represalias alemanas, no se le permite atracar en ningún puerto, de modo que queda navegando sin rumbo indefinidamente en la inmensidad del océano, "entre el cielo y el agua". A la descripción de las penalidades cada vez mayores del viaje y de la desesperación creciente de los pasajeros judíos, detestados por la tripulación, se añade un análisis minucioso y nada complaciente de la psicología de cada personaje y de las complicadas relaciones entre ellos, con varias analepsis que narran su vida antes de la llegada de los nazis y el modo en que llegaron a embarcar en esa travesía sin destino. La versión inglesa de la novela obtuvo en 1948 la Medalla de Oro de la Asociación Australiana de Escritores como la mejor contribución a la literatura australiana entre 1945 y 1947.
Tras el fin de la Segunda Guerra Mundial, Bergner se propuso erigir un monumento literario a la memoria de la exterminada comunidad judía de Polonia. El resultado fue, en 1950, A sthot in poyln ("Una ciudad en Polonia"), su novela más extensa (570 páginas en su versión inglesa, frente a las menos de 200 de la anterior). En este libro, Bergner pinta un amplio cuadro de la vida cotidiana, tradiciones, costumbres y creencias de los judíos polacos antes de la invasión nazi, incluyendo sus conflictos y sus divisiones ideológicas.
En 1955 publicó una nueva colección de relatos, Dos hoyz fun dzheykob ayziks ("La casa de Jacob Isaacs"), en el que vuelve al tema de la difícil adaptación de los inmigrantes judíos en el duro entorno australiano. Este sería también el tema de su tercera novela, Likht un shotn ("Luz y sombra"), publicada en 1960 en su versión original y en 1963 en su versión inglesa, y de sus últimos libros de relatos, Vu der emes shteyt ayn ("Donde la verdad miente"), de 1966, y M’darf zayn a mentsch ("Sé una buena persona"), publicado póstumamente en 1971. Tanto Luz y sombra como Donde la verdad miente obtuvieron el premio Zwi Kessel como uno de los mejores libros judíos del año en el mercado mundial.
Bergner, que nunca llegó a dominar el inglés como lengua literaria, continuó escribiendo en yidis hasta su muerte, ocurrida en Melbourne en 1970. Solo El viaje de los condenados y Luz y sombra, además de algunos relatos sueltos, se tradujeron al inglés, lo que ha limitado su difusión internacional.

## Libros publicados
- Shtubn un gasn ("Casas y calles"). Varsovia, 1935. Relatos
- Dos naye hoyz ("La casa  nueva"). Melbourne, National Jewish Library, 'Kadimah', 1941.  Relatos
- Tsvishn himl un vaser.  Melbourne, Oifboy, 1947.  Novela. Trad. Inglesa: Between Sky and Sea, Melbourne, 1946. Trad. española de Juanjo Estrella: El viaje de los condenados, Ediciones B, Barcelona, 2011
- A shtot in poyln ("Una ciudad en Polonia") Melbourne, 1950. Novela
- Dos hoyz fun dzheykob ayziks ("La casa de Jacob Isaacs"). Melbourne. Jewish News, 1955. Relatos
- Licht un shotn. Melbourne Jewish News, 1960.  Trad. Inglesa: Light and Shadow', 1963. Novela
- Vu der emes shteyt ayn (Donde la Verdad Miente).1966. Relatos
- M'darf zayn a mentsch - Oistralishe unandare dertseylungen ("Sé una buena persona. Cuentos australianos y otros"). Melbourne, 1971. Relatos.